# Coupe des clubs champions africains 1986
Navigation
Édition précédente Édition suivante
La Coupe des clubs champions africains 1986 est la 22e édition de la Coupe des clubs champions africains. Le Zamalek SC est le club vainqueur de l'édition.

## Tour préliminaire
| Équipe 1          | Résultat | Équipe 2                  | Aller | Retour |
| ----------------- | -------- | ------------------------- | ----- | ------ |
| Panthères noires  | 5 - 1    | Wagad Mogadishu           | 3 - 0 | 2 - 1  |
| Lioli FC          | 2 - 7    | Maji Maji FC              | 2 - 3 | 0 - 4  |
| Manzini Wanderers | 3 - 6    | AS Sotema                 | 1 - 3 | 2 - 3  |
| SCAF Tocages      | 6 - 2    | Juvenil Reyes             | 4 - 1 | 2 - 1  |
| EF Ouagadougou    | -        | ACS Ksar forfait          | -     | -      |
| UDI Bissau        | -        | East End Lions FC forfait | -     | -      |

## Premier tour
| Équipe 1          | Résultat | Équipe 2                   | Aller | Retour | Tab   |
| ----------------- | -------- | -------------------------- | ----- | ------ | ----- |
| Canon Yaoundé     | 3 - 2    | EC Primeiro de Maio        | 3 - 0 | 0 - 2  | -     |
| ASFOSA Lomé       | 0 - 4    | New Nigeria Bank FC        | 0 - 2 | 0 - 2  | -     |
| Kenya Breweries   | 1 - 2    | Brewery Jimma              | 0 - 0 | 1 - 2  | -     |
| FC 105 Libreville | 1 - 2    | SCAF Tocages               | 1 - 0 | 0 - 2  | -     |
| Al Dhahra         | 2 - 3    | Kampala City Council       | 2 - 1 | 0 - 2  | -     |
| ASC Jeanne d'Arc  | 0 - 2    | Maghreb AS                 | 0 - 0 | 0 - 2  | -     |
| Hearts of Oak SC  | 2 - 1    | Wallidan FC                | 2 - 0 | 0 - 1  | -     |
| Horoya AC         | 5 - 3    | Invincible Eleven          | 4 - 0 | 1 - 3  | -     |
| InterStar         | 3 - 2    | US Tshinkunku              | 2 - 1 | 1 - 1  | -     |
| JE Tizi-Ouzou     | 6 - 1    | EF Ouagadougou             | 5 - 0 | 1 - 1  | -     |
| Nkana Red Devils  | 5 - 3    | AS Sotema                  | 4 - 1 | 1 - 2  | -     |
| Zamalek SC        | 6 - 2    | Panthères noires           | 5 - 1 | 1 - 1  | -     |
| AS FAR            | -        | UDI Bissau forfait         | -     | -      | -     |
| Dynamos FC        | -        | Maji Maji FC forfait       | 5 - 1 | -      | -     |
| Al Merreikh       | 2 - 2E   | ES Tunis                   | 2 - 1 | 0 - 1  | -     |
| Africa Sports     | 1 - 1    | Requins de l'Atlantique FC | 1 - 0 | 0 - 1  | 4 - 3 |

## Deuxième tour
| Équipe 1             | Résultat | Équipe 2            | Aller | Retour | Tab   |
| -------------------- | -------- | ------------------- | ----- | ------ | ----- |
| Maghreb AS           | 1 - 3    | Canon Yaoundé       | 1 - 0 | 0 - 3  | -     |
| Brewery Jimma        | 0 - 0    | Nkana Red Devils    | 0 - 0 | 0 - 0  | 3 - 4 |
| SCAF Tocages         | 1 - 7    | AS FAR              | 0 - 1 | 1 - 6  | -     |
| Horoya AC            | 1 - 4    | Hearts of Oak SC    | 1 - 2 | 0 - 2  | -     |
| Kampala City Council | 2 - 3    | InterStar           | 1 - 1 | 1 - 2  | -     |
| Zamalek SC           | 4 - 1    | Dynamos FC          | 2 - 1 | 2 - 0  | -     |
| JE Tizi-Ouzou        | 2 - 2E   | ES Tunis            | 2 - 1 | 0 - 1  | -     |
| Africa Sports        | 5 - 2    | New Nigeria Bank FC | 5 - 0 | 0 - 2  | -     |

## Quarts de finale
| Équipe 1         | Résultat | Équipe 2         | Aller | Retour |
| ---------------- | -------- | ---------------- | ----- | ------ |
| Canon Yaoundé    | 2 - 1    | AS FAR           | 2 - 0 | 0 - 1  |
| Nkana Red Devils | 3 - 1    | Hearts of Oak SC | 2 - 0 | 1 - 1  |
| InterStar        | 1 - 3    | Zamalek SC       | 1 - 0 | 0 - 3  |
| Africa Sports    | E2 - 2   | ES Tunis         | 1 - 0 | 1 - 2  |

## Demi-finales
| Équipe 1         | Résultat | Équipe 2      | Aller | Retour |
| ---------------- | -------- | ------------- | ----- | ------ |
| Nkana Red Devils | 1 - 1E   | Africa Sports | 1 - 1 | 0 - 0  |
| Canon Yaoundé    | 2 - 3    | Zamalek SC    | 2 - 1 | 0 - 2  |

## Finale
| Aller            | Zamalek SC     | 2 - 0 | Africa Sports | Stade international, Le Caire |  |
| 28 novembre 1986 | Younes 45e 48e |       |               |                               |  |

| Retour                            | Africa Sports     | 2 - 0                                             | Zamalek SC | Stade Félix-Houphouët-Boigny, Abidjan |
| 21 décembre 1986                  |                   |                                                   |            |                                       |
| Réussi · Réussi · Manqué · Manqué | Tirs au but 2 - 4 | Tolba · Abdel Hamid · Helmy · Abdel Latif · Kasem |            |                                       |

## Vainqueur
| Coupe des clubs champions africains Vainqueur 1986 |
| -------------------------------------------------- |
| Zamalek SC Deuxième titre                          |